# Alla mia cara mamma nel giorno del suo compleanno
Alla mia cara mamma nel giorno del suo compleanno è un film italiano del 1974 diretto da Luciano Salce con Paolo Villaggio alla loro prima collaborazione.

## Trama
Il film narra le vicissitudini e i tardivi turbamenti del trentaduenne Fernando detto "Didino", il quale vive nella grande tenuta di famiglia con la madre vedova, la contessa Mafalda, oltre ad Anchise e Driade, fratello e sorella, anziani e da sempre al servizio della famiglia.
La madre ha un rapporto esageratamente possessivo nel confronti del figlio, causando in "Didino" un forte complesso edipico e, soprattutto, una grande difficoltà ad instaurare normali relazioni con l'altro sesso. La sua situazione è aggravata dalle sentenze dello zio Alberto, il quale esorta il nipote a seguire la sua vera natura, fermamente convinto che sia omosessuale.
La morte accidentale dell'anziana governante Driade determina l'ingresso nella tenuta della nuova domestica Angela, una giovane ragazza claudicante, della quale "Didino" si innamora. Tra i due nasce una relazione, ostacolata però dalla madre che non accetta di cedere il figlio ad un'altra donna. Una notte Didino e Angela fanno l'amore davanti alla madre, a cui viene un malore, nel frattempo i due, noncuranti dell'improvviso malessere della donna, continuano a scambiarsi effusioni. Quando finalmente Fernando decide di andarsene di casa per vivere con la sua amata, la madre finge di approvare la sua volontà e mentre lo aiuta nell'ultimo bagno prima della partenza lo affoga tra mille bolle di sapone.